# Pogrom w Tarnopolu
Pogrom w Tarnopolu – pogrom Żydów dokonany na początku lipca 1941 roku przez Niemców oraz ukraińskich nacjonalistów z udziałem ludności Tarnopola.

## Tło

### Wzrost nastrojów antysemickich w latach 1939–1941
We wrześniu 1939 roku nazistowskie Niemcy wspólnie ze Związkiem Radzieckim dokonały podziału państwa polskiego. Na mocy postanowień paktu Ribbentrop-Mołotow Tarnopol wraz z resztą ziem wschodnich II Rzeczpospolitej znalazł się pod okupacją sowiecką.
Żydów, którzy znaleźli się w sowieckiej strefie okupacyjnej, nie ominęły negatywne skutki rządów stalinowskich. Władze sowieckie nieprzyjaźnie traktowały religię, tradycję i kulturę żydowską. Rozwiązaniu uległy żydowskie organizacje polityczne, społeczne, kulturalne i religijne. Ofiarą terroru NKWD padali działacze niekomunistycznych partii i ugrupowań żydowskich, w tym syjoniści i bundowcy, a także Żydzi zatrudnieni przed wojną w polskim aparacie państwowym i przedstawiciele szeroko rozumianych warstw posiadających. Należące do Żydów przedsiębiorstwa, warsztaty i nieruchomości były nacjonalizowane. Szerokich mas ludności żydowskiej nie ominęła pauperyzacja spowodowana wprowadzeniem gospodarki nakazowo-rozdzielczej. Dziesiątki tysięcy żydowskich uchodźców, którzy zbiegli z ziem znajdujących się pod okupacją niemiecką, zostało deportowanych w głąb ZSRR.
Z drugiej strony nowa władza otworzyła przed Żydami, zwłaszcza młodszymi wiekiem, niedostępne dotąd ścieżki awansu społecznego. We wrześniu 1939 roku wielu Żydów, kierując się różnymi motywacjami, entuzjastycznie powitało wkraczającą Armię Czerwoną. Niektórzy aktywnie włączyli się w tworzenie porządku okupacyjnego, współpracując z Sowietami w charakterze tajnych współpracowników NKWD lub wstępując w szeregi milicji czy aparatu partyjnego. Wielu innych znalazło zatrudnienie w aparacie administracyjnym lub gospodarczym. 
Ten awans społeczny, nawet jeśli nie wiązał się bezpośrednio z działalnością na szkodę współobywateli, wzbudził szok i głębokie rozgoryczenie wśród Polaków i Ukraińców, gdyż kłócił się z utrwalonym przez wieki postrzeganiem Żydów i ich roli społecznej. W efekcie choć różne były postawy i losy Żydów pod okupacją sowiecką, zazwyczaj postrzegano ich jako monolit i zgodnie ze stereotypem „żydokomuny” utożsamiano całkowicie z systemem sowieckim i stosowaną przezeń polityką terroru. Stereotyp ten był również powszechny wśród żołnierzy niemieckich wskutek goebbelsowskiej propagandy.

### Instrukcje Heidricha
17 czerwca 1941 szef Głównego Urzędu Bezpieczeństwa Rzeszy Reinhard Heydrich na odprawie dotyczącej prowadzenia wojny na terenie ZSRR nakazał funkcjonariuszom Einsatzgruppen zachęcanie i inspirację pogromów antyżydowskich przez miejscową ludność. Miało to być zrobione tak, aby nie pozostał żaden ślad wskazujący na Niemców. Instrukcje te zostały powtórzone w formie pisemnej 29 czerwca 1941, być może dlatego, że do tego czasu liczba pogromów była niewielka. Fragment telegramu Heydricha z 29 czerwca: 

„W nawiązaniu do moich wywodów na spotkaniu z 17 czerwca w Berlinie przypominam: 1. Nie należy stawiać przeszkód dążeniom do samooczyszczania występującym na nowo zajętych terenach w kręgach antykomunistycznych i antyżydowskich. Przeciwnie, należy je wywoływać, nie pozostawiając śladu; jeśli to potrzebne – intensyfikować oraz kierować na odpowiednie tory w taki jednak sposób, żeby miejscowe „koła samoobrony” nie mogły później powoływać się na rozporządzenia lub udzielone polityczne obietnice.

### Masakry więzienne NKWD
22 czerwca 1941 roku nazistowskie Niemcy dokonały inwazji na Związek Radziecki. W okupowanym przez Sowietów Tarnopolu funkcjonowało więzienie, które w oficjalnych dokumentach określano mianem „więzienia nr 1”.
Początkowo, w myśl opracowanych jeszcze przed wojną planów, NKWD zamierzało wywieźć więźniów w głąb ZSRR. W ostatnich dniach czerwca (Jerzy Węgierski podaje datę 30 czerwca) z miasta wyprowadzono kolumnę liczącą od 1000 do 1200 więźniów i popędzono pieszo na wschód, mordując po drodze każdego, kto próbował uciec lub nie miał siły iść dalej. Część więźniów politycznych enkawudziści zamordowali na miejscu. Źródła podają rozbieżne informacje na temat liczby ofiar. Dokumenty NKWD informują, że w Tarnopolu „ubyło według pierwszej kategorii” 560 więźniów, a podczas konwojowania pieszej kolumny zabito „przy próbie ucieczki” 18 osób. Świadkowie szacowali natomiast, że zamordowano od kilkuset do tysiąca więźniów. Większość ofiar była narodowości ukraińskiej. W gronie zamordowanych znaleźli się także członkowie polskich organizacji konspiracyjnych.

### Zajęcie Tarnopola przez Niemców
2 lipca 1941 po południu Tarnopol zajęły oddziały 9 Dywizji Pancernej Wehrmachtu. Dzień później do miasta wkroczyły oddziały dywizji Waffen-SS "Wiking". Część z nich (pododdziały pułku "Nordland") otrzymały zadanie zabezpieczenia miasta; wartownicy z tej formacji obsadzili m.in. więzienie i budynek sądu. 3 lipca w Tarnopolu zatrzymało się też dowództwo XIV Korpusu Pancernego z Grupy Armii Południe, któremu podlegały zarówno 9 Dywizja Pancerna, jak i dywizja "Wiking".
Już 2 lipca wieczorem do opuszczonego tarnopolskiego więzienia przy ul. Mickiewicza włamali się pracownicy miejscowej służby medycznej, zaalarmowani wyczuwalnym fetorem rozkładających się zwłok, lecz nie podjęli żadnych działań poza przewietrzeniem pomieszczeń i stwierdzeniem obecności zwłok w piwnicy. 3 lipca rano do więzienia wdarli się mieszkańcy miasta, którzy poszukiwali aresztowanych krewnych i przyjaciół. W piwnicach gmachu odnaleźli masowy grób przysypany cienką warstwą ziemi, a także pomieszczenie wypełnione zwłokami. Ponadto na dziedzińcu wewnętrznym odkryto jeszcze jedną zbiorową mogiłę, którą enkawudziści usiłowali zamaskować darnią.

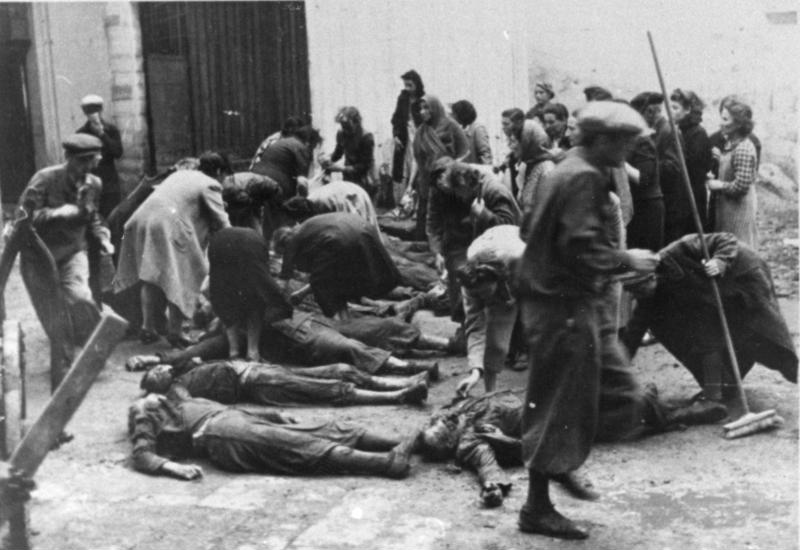
Mieszkańcy Tarnopola identyfikujący zamordowanych więźniów. Podwórze więzienia

Najpóźniej 3 lipca banderowska frakcja Organizacji Ukraińskich Nacjonalistów (OUN-B) ustanowiła w Tarnopolu miejską administrację, na czele której stanął Stepan Czumak, oraz ukraińską milicję. Tegoż dnia w mieście odbył się wiec, na którym ukraińscy nacjonaliści ogłosili powstanie sprzymierzonego z Niemcami państwa ukraińskiego i świętowali wyzwolenie spod jarzma "judeobolszewizmu".
Niemcy, poinformowani przez Ukraińców o obecności zwłok na terenie więzienia, nakazali niezwłoczne pochowanie ich na cmentarzu z obawy o wybuch epidemii. Doszło do spotkania wojskowego dowództwa miasta ze służbą medyczną, bądź z ukraińską administracją, dotyczącego ekshumacji, identyfikacji i pogrzebania zwłok na cmentarzu.
Według wspomnień żydowskich świadków 3 lipca w Tarnopolu odbyło się spotkanie Niemców z Ukraińcami, na którym Ukraińcy obarczyli Żydów winą za masakrę więzienną i uzyskali od Niemców zgodę na "odwet" w postaci pogromu. Także Czesław Blicharski twierdził, że Ukraińcy złożyli Niemcom donos na Żydów, jako rzekomo odpowiedzialnych za masakrę. Zdaniem Kaia Struvego spotkanie wspominane przez żydowskich świadków mogło być tym samym spotkaniem, na którym omawiano kwestię ekshumacji i ponownego pochówku ciał. Witold Mędykowski, Grzegorz Rossoliński-Liebe i Marco Carynnyk uważają, że pogrom w Tarnopolu był wydarzeniem zaplanowanym.

## Pogrom
Pogrom w Tarnopolu rozpoczął się 4 lipca rano, około godziny 9-10. Skrzyżowania zostały wówczas obstawione karabinami maszynowymi, na ulicach pojawili się żołnierze dywizji "Wiking". Esesmanom towarzyszyli ukraińscy milicjanci uzbrojeni w pałki. Rozpoczęło się wyłapywanie żydowskich mężczyzn na ulicach poprzez sprawdzanie dokumentów tożsamości, a także wyganianie ich z domów pod pretekstem zabierania do pracy przymusowej. Żydowskie mieszkania wskazywali sprawcom dozorcy domów, inni cywile oraz milicjanci. Szukano także Rosjan i "komunistów". 
Znaczną część "aresztowanych" osób esesmani rozstrzeliwali na miejscu - na ulicach, podwórkach, w suterenach. Według żydowskich świadków ulice zostały zasłane stosami trupów, a wydarzenia przypominały "polowanie" na ludzi. Istnieją przekazy o wrzucaniu ofiar do kanałów ściekowych i studni. Ci, którzy nie zostali zabici od razu, byli zabierani do prac przymusowych, w tym do wydobywania zwłok w więzieniu.
Wkraczaniu sprawców do mieszkań towarzyszył rabunek i niszczenie mienia. Nie tylko esesmani siali zniszczenie, ale także postępujący za nimi chłopi. Intruzi niszczyli wszystko, czego nie mogli zabrać. Plądrowanie domów zaczęło się od dzielnicy żydowskiej, a potem rozszerzyło się na pozostałe dzielnice.
Jak wspominała Sara Frydman, pogrom na Rynku rozpoczął się około godziny 11. Spędzonym tam Żydom nakazano czyścić niemieckie pojazdy, a potem kilkuset z nich rozstrzelano w piwnicy domu towarowego ("domu Majki"). Według wspomnień Pesacha Herzoga rozstrzeliwano na Rynku po 10-20 ludzi, a kolejne przypędzane grupy ofiar musiały zanieść zwłoki poprzednio rozstrzelanych do "domu Majki". Esesmani i Ukraińcy nie szczędzili im przy tym ciosów, bijąc do śmierci.
Żydowscy świadkowie wspominali, że masowe mordy odbywały się też w innych miejscach: w sądzie na ulicy Mickiewicza, łaźni na ulicy Zacerkiewnej, na ulicach Lwowskiej, Sienkiewicza i Zarudie oraz ulicy Ostrogskiego prowadzącej z centrum miasta do cmentarza żydowskiego. Na ulicy Ostrogskiego Niemcy zastrzelili według różnych ocen 80 lub 100 osób. Według Lazara Glasa Żydzi musieli wykopać duży dół na Lwowskiej 32, gdzie wrzucono około 50 rozstrzelanych osób. 
Jako miejsce egzekucji świadkowie wskazywali także cmentarze żydowskie (stary i nowy). Wilhelm Redlich widział, jak esesmani i milicjanci pędzili wśród bicia w stronę cmentarza grupę Żydów. Tych, którzy nie mogli dalej iść, esesmani rozstrzeliwali. Według Redlicha 4 lipca około 200 Żydów musiało wykopać dół na cmentarzu żydowskim, po czym zostali oni, a także inna grupa Żydów, zabici przez esesmanów.
Dochodziło do podpaleń żydowskich domów i synagog. W jednej z nich spalono grupę Żydów; strzelano do osób próbujących wydostać się z ognia. Wcześniej Żydom nakazano tańczyć na zwojach Tory. Kai Struve przypuszcza, że stało się to w synagodze Reb Jankels Klojs przy ulicy Staroszkolnej. Otto Schorman wspominał, że do wieczora podpalono wszystkie synagogi w Tarnopolu. Podpalanie żydowskich domów potwierdza raport Sonderkommando 4b: "Domy żydowskie [zostały] zniszczone i podpalone przez członków Waffen-SS przy użyciu granatów ręcznych".
Niepohamowanie niemieckich żołnierzy przejawiało się też w przemocy seksualnej. Istnieje kilka przekazów o gwałtach Niemców na żydowskich kobietach, co czyni przypadek Tarnopola wyjątkiem na tle innych pogromów. Anna Terkel twierdziła, że gwałcono masowo, w tym nawet 14-letnie dziewczynki.

### Akcja więzienna

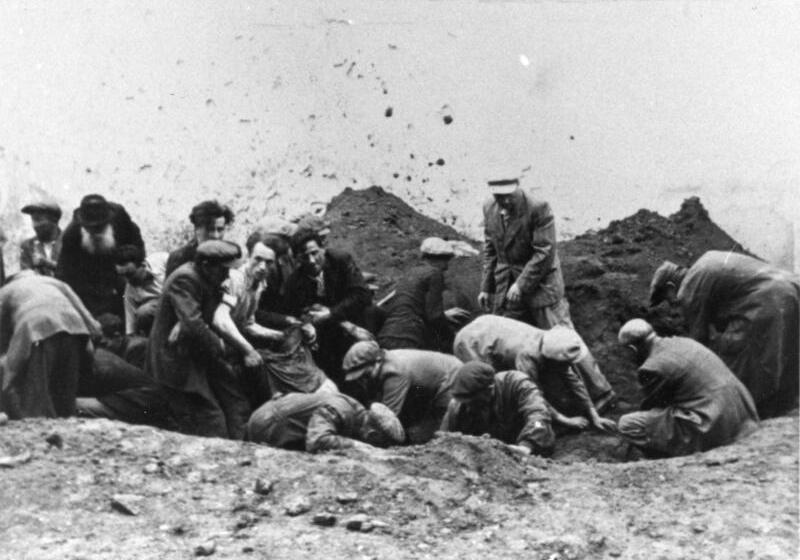
Żydzi zmuszeni do ekshumacji ofiar NKWD. Podwórze więzienia w Tarnopolu

Decyzją wojskowego komendanta miasta za ekshumację ciał ofiar NKWD odpowiadała ukraińska administracja. Do wykonywania tej pracy zmuszono Żydów, którzy musieli pracować bez wytchnienia, jedzenia i picia. Osoby, które przestawały pracować, były bite do śmierci przez pilnujących je Niemców (najpewniej żołnierzy SS "Wiking") i Ukraińców. Według niektórych przekazów Żydzi musieli też obmywać zwłoki, pocałować je, a użytą do umycia wodę wypijać. Więzienie jest również wymieniane jako miejsce, gdzie przypędzane grupy Żydów od razu rozstrzeliwano. Ukraiński lekarz Roman Moroz ("R. Ostroźkyj") wspominał, że 4 lipca wieczorem kilkunastu esesmanów wkroczyło do więzienia, spędziło pracujących Żydów w jedno miejsce i dokonało egzekucji przy pomocy pistoletów maszynowych i granatów.
4 lipca podczas ekshumacji odnaleziono ciała trzech żołnierzy Wehrmachtu. Następnego dnia wydobyto siedem ciał żołnierzy Luftwaffe. W sumie w tarnopolskim więzieniu znaleziono ciała 10 niemieckich żołnierzy. Ich identyfikacja była niemożliwa z powodu braku nieśmiertelników oraz zaawansowanego rozkładu i "zniekształcenia" zwłok. Wygląd ciał sprawiał na obserwatorach wrażenie, że więźniowie byli przed śmiercią torturowani przez enkawudzistów. Zdaniem Kaia Struvego w rzeczywistości był to efekt postrzału w tył głowy oraz zaawansowanego rozkładu.
Przekonanie, że Sowieci torturowali przed śmiercią niemieckich jeńców, mogło przyczynić się do eskalacji agresji Niemców podczas pogromu. Jak podaje Bogdan Musiał, żołnierze Wehrmachtu początkowo spokojnie obserwowali ekshumację ciał, a zaczęli bić Żydów i sowieckich jeńców wydobywających ciała po tym, jak znaleziono pierwsze zwłoki niemieckich żołnierzy. Radykalizację nastrojów wśród Niemców potwierdzają dokumenty. Sk 4b raportowało, że 5 lipca "około 70 Żydów [zostało] spędzonych przez Ukraińców i załatwionych granatami, następnych 20 zatłuczonych na ulicach przez wojsko i Ukraińców - to wszystko reakcja na zamordowanie trzech żołnierzy niemieckich, których znaleziono w więzieniu związanych, z obciętymi językami i wykłutymi oczami".
Niemiecki żołnierz o imieniu Franzl pisał w liście z 6 lipca:

Wczoraj byliśmy jeszcze wspólnie z SS łaskawi i każdego złapanego Żyda rozstrzeliwaliśmy na miejscu. Dzisiaj jest już inaczej, ponieważ znowu znaleziono naszych 60 okaleczonych towarzyszy. Teraz Żydzi muszą starannie wyciągać zabitych z piwnic, układać ciała w rzędach, a potem przyglądać się swym haniebnym występkom. Kiedy już obejrzą zwłoki ofiar, tłucze się ich na śmierć pałami i łopatami. Do dzisiaj wyprawiliśmy na tamten świat około tysiąca Żydów, ale to i tak za mało, jak na to, co zrobili.

W opinii Bogdana Musiała zawyżona liczba niemieckich jeńców zamordowanych przez Sowietów, wymieniana m.in. przez Franzla, mogła być celową dezinformacją ukraińskich nacjonalistów, mającą na celu wzmożenie niemieckich represji wobec Żydów. Struve stwierdza, że oznaczałoby to, iż nie tylko Niemcy prowokowali miejscową ludność do pogromów w myśl instrukcji Heydricha, ale także czynniki lokalne, w tym wypadku ukraińscy nacjonaliści, wpływali na Niemców w celu eskalacji antyżydowskiej przemocy.
Isak Kenigsberg był w grupie 50 Żydów, którzy przetrwali do wieczora 4 lipca na terenie więzienia. Wspominał, że po pracy zabrano ich na Plac Wolności (przedwojenny Plac Sobieskiego), gdzie zmuszono ich do wykonywania ćwiczeń gimnastycznych ku uciesze Niemców, a potem wypuszczono do domów, zobowiązując do stawienia się do pracy następnego dnia. Odchodzącą grupę Niemcy rozproszyli strzałami w powietrze.
Żydów, którzy pracowali w więzieniu 5 lipca i przeżyli, Niemcy także zaprowadzili wieczorem na Plac Sobieskiego. Kazano im tam stać w szeregu przez całą noc; osoby, które poruszyły się, były zabijane.
Ciała ekshumowane podczas pierwszych dwóch dni "akcji więziennej" były chowane na Cmentarzu Mikulinieckim w dniach 5 i 6 lipca. W następnych dniach pochówki były kontynuowane. Dochodziło wówczas do mordów na Żydach zmuszonych do pomocy przy pochówkach.

### Kontynuacja pogromu
Wraz z zapadnięciem zmierzchu i rozpoczęciem godziny policyjnej pogrom przygasł, ale 5 lipca rano wybuchł od nowa, choć z mniejszą intensywnością. Tego dnia Niemcy nakazali pochowanie zwłok żydowskich ofiar. Chowały je często kobiety na podwórkach pod cienką warstwą ziemi. Otto Schorman widział, jak po skończonej pracy esesmani rozstrzelali grupę Żydów, którzy chowali zwłoki.
6 lipca rano w Tarnopolu rozwieszono obwieszczenie Wehrmachtu ogłaszające zaprowadzenie spokoju i zakazujące dalszego zabijania pod groźbą sądu wojennego. Ukraińcy, których spotkała Jeanetta Margules, także twierdzili, że pogrom zakończył się i że teraz Żydzi będą zabierani tylko do pracy. Pod wpływem tych informacji niektórzy Żydzi opuścili kryjówki i zgodzili się pójść do pracy. Jednakże mordy wciąż kontynuowano i wielu z tych, którzy poszli do pracy, zostało zamordowanych. Jedną z takich zbrodni było rozstrzelanie przez Niemców 38 osób, w tym matki Margules, po tym, jak zmuszono je do pochowania ofiar pogromu z poprzednich dni na podwórzu jednego z domów.
Następnego dnia wśród zamordowanych byli mąż i syn Jeanetty Margules, którzy zgodzili się pomagać przy transporcie zwłok ofiar NKWD na cmentarz. Gdy na cmentarzu syn Margules sprzeciwił się biciu go przez chłopów, ci zabili go. Ojciec, widząc śmierć syna, zemdlał i w tym stanie został przez chłopów ciężko pobity a potem dobity strzałem przez Niemca.
6 lipca Sonderkommando 4b poleciło dyrektorowi szkoły żydowskiej Markowi Gottfriedowi wytypowanie stu kandydatów na członków Judenratu. Po uzyskaniu listy kandydatów osoby te zostały aresztowane przy udziale ukraińskiej milicji i rozstrzelane po przesłuchaniu przez Sk 4b. Była to pułapka na żydowską inteligencję.
7 lipca ukraińscy milicjanci bez udziału Niemców rozstrzelali na cmentarzu grupę Żydów.
Według wspomnień Salomona Hirschberga 9 lipca Niemcy i Ukraińcy zmusili grupę Żydów do zawiezienia zwłok ofiar pogromu na oba żydowskie cmentarze i do pogrzebania ich. Po wykonanej pracy prawie wszyscy Żydzi zostali zatłuczeni pałkami i kolbami karabinów. Hirschberg wspominał, że na jednym z cmentarzy żydowskich zamordowano inną grupę Żydów, około 60-70 osób a stało się to przypuszczalnie 10 lipca.

## Czas trwania pogromu
Zdaniem Grzegorza Rossolińskiego-Liebe i Marka Carynnyka pogrom w Tarnopolu trwał od 4 do 6 lipca 1941. Według Kaia Struvego kulminacja pogromu przypadła na 4 lipca; wówczas zabito najwięcej ofiar. Historyk ten uważa, że pogrom był kontynuowany z mniejszą intensywnością 5 lipca, a potem przemoc pojawiała się głownie podczas pogrzebów ofiar NKWD. Według autorów encyklopedii "Encyclopedia of Camps and Ghettos" pogrom trwał tydzień.

## Liczba ofiar
W źródłach często pojawia się liczba ofiar pogromu wynosząca około 5 tys. zabitych. Zdaniem Struvego jest to liczba oparta na plotkach. Autor ten uważa, że taka liczba ofiar oznaczałaby eksterminację całej dorosłej żydowskiej męskiej populacji Tarnopola, co nie miało miejsca. Według niego liczba ofiar pogromu wyniosła od 2,3 do 4 tys., z czego większość to mężczyźni. Według autorów encyklopedii "Encyclopedia of Camps and Ghettos" liczba ofiar pogromu wyniosła "kilka tysięcy", według autorów encyklopedii "Chołokost na tierritorii SSSR" - 4,6 tys. Gabriele Lesser podając liczbę zabitych w pogromie przytacza jedynie liczby z raportu Sonderkommando (600 i 127). Pozostałe „wiele tysięcy”, według autorki, miało zginąć „w ciągu kolejnych tygodni”.
Jedną z ofiar pogromu był Alter Kacyzne – poeta, prozaik, dramaturg i fotograf, który przed wojną był znaczącą osobistością żydowskiego środowiska artystycznego w II Rzeczpospolitej.

## Sprawcy
- Esesmani z pułku "Nordland" dywizji Waffen-SS "Wiking"[83][78][37][b]. Zdaniem Kaia Struvego byli oni głównymi sprawcami pogromu i odpowiadają za zdecydowaną większość zabójstw[83]. Pogrom w Tarnopolu był kolejną zbrodnią dokonaną przez żołnierzy SS "Wiking" na Żydach (wcześniej w Złoczowie, Zborowie i Jeziernej)[84].
- Sonderkommando 4b (część Einsatzgruppe C) pod dowództwem Günthera Herrmanna - przez autorów encyklopedii "Encyclopedia of Camps and Ghettos" wskazywane jako organizator pogromu[78]. Jednakże Kai Struve wątpi, by Sk 4b inspirowało pogrom, ponieważ jego zdaniem zbyt późno przybyło ono do Tarnopola (4 lipca); jednocześnie autor ten przyznaje, że tej wersji wydarzeń nie da się całkowicie wykluczyć. Sk 4b raportowało 11 lipca, że w Tarnopolu sprowokowało egzekucję 600 Żydów przez "przechodzące wojsko", a także że samo rozstrzelało 127 osób[42][85].
- Żołnierze Wehrmachtu również uczestniczyli w pogromie[83]. Ich obecność na terenie więzienia w Tarnopolu potwierdzają fotografie wykonane 5 lipca 1941[86]. Jednak zdaniem Struvego największa odpowiedzialność Wehrmachtu polega na tolerowaniu pogromu przez wojskowego komendanta miasta (od 4 do 7 lipca 1941 był nim płk Erwin Sander) i dowództwo XIV Korpusu Pancernego gen. Gustava von Wietersheima, które stacjonowało w Tarnopolu od 3 do 8 lipca 1941[87].
- Ukraińska milicja[88][89] i administracja[88] – na zlecenie Niemców odpowiadały za dostarczanie przymusowych robotników. Milicjanci uczestniczyli w biciu i zabijaniu Żydów, a także wskazywali Niemcom żydowskie mieszkania[88].
- Ludność cywilna – mieszkańcy miasta oraz chłopi z okolicznych wsi przyłączali się do działań milicji[37].

Zdaniem Omera Bartova Niemcy rozstrzeliwali jedynie mężczyzn, natomiast ukraińscy uczestnicy pogromu zabijali Żydów bez względu na płeć i wiek, używając łomów, toporów i noży. Mordy przeniosły się także do okolicznych wsi.